# Sh2-83
Sh2-83 est une petite nébuleuse en émission visible dans la constellation du Petit Renard,.
Elle est située dans la partie sud de la constellation, dans une région de la Voie lactée fortement obscurcie par des poussières interstellaires. Bien qu'elle paraisse très faible et plutôt de petite taille, sa position est facilement identifiable grâce à la présence de l'astérisme brillant de l'amas du cintre, dont il apparaît à une distance d'un demi degré dans la direction Nord-Nord-Est. Le meilleur moment pour l'observer dans le ciel du soir est de juin à novembre.
C'est une région H II de très petites dimensions apparentes, mais dont les dimensions réelles sont inconnues, sa distance étant inconnue. Cependant, elle semble abriter certains phénomènes de formation d'étoiles, puisqu'elle héberge une source de rayonnement infrarouge identifiée par IRAS (IRAS 19223+2041) et quatre sources d'ondes radio. Le nuage est catalogué sous le numéro 851 dans le catalogue des régions de formation d'étoiles de la Voie lactée compilé par Avedisova.